# Råneå landskommun
Råneå landskommun  var en tidigare kommun i Norrbottens län.

## Administrativ historik
När 1862 års kommunalförordningar trädde i kraft 1863 inrättades i Råneå socken i Norrbotten denna landskommun.
Kommunreformen 1952 påverkade inte indelningarna i området, då varken Västerbottens eller Norrbottens län berördes av reformen.
1 januari 1967 fördes den del av kommunen som tillhörde Gunnarsbyns församling (1 590 invånare) till Bodens stad. 1 januari 1969 uppgick den resterande delen av landskommunen, motsvarande Råneå församling (4 690 invånare), i Luleå stad.
Kommunkod 1952-1968 var 2511.

### Kyrklig tillhörighet
I kyrklig hänseende tillhörde kommunen Råneå församling, som från 1 januari 1927 var uppdelad på två kyrkobokföringsdistrikt: Råneå nedre och Råneå övre. Råneå övre kyrkobokföringsdistrikt utbröts 1 januari 1962 för att bilda Gunnarsbyns församling, som 1 januari 1967 överfördes till Bodens stad.

## Kommunvapnet
Blasonering: Kluven av rött, vari en stolpvis ställd nyckel av guld, och guld, vari ett utböjt kors över en kvarnsten, båda röda.
Detta vapen fastställdes av Kungl. Maj:t den 30 september 1944. Nyckeln är taget från ett sigill för Nederluleå socken, från vilken Råneå utbrutits. Korset och kvarnstenen är tagna från vapnet för professor Jonas Meldercreutz, som 1740 anlade stångjärnsbruk i Råneå socken.

## Geografi
Råneå landskommun omfattade den 1 januari 1952 en areal av 2 173,50 km², varav 2 022,40 km² land. Efter nymätningar och arealberäkningar färdiga den 1 januari 1954 omfattade landskommunen den 1 januari 1961 en areal av 2 237,04 km², varav 2 076,71 km² land.

### Tätorter i kommunen 1960
| Tätort     | Folkmängd |
| ---------- | --------- |
| Råneå      | 1 503     |
| Vitå       | 320       |
| Gunnarsbyn | 315       |
| Jämtön     | 268       |

Tätortsgraden i kommunen var den 1 november 1960 32,0 procent.

## Befolkningsutveckling
| Befolkningsutvecklingen i Råneå landskommun 1870–1965 | Befolkningsutvecklingen i Råneå landskommun 1870–1965 | Befolkningsutvecklingen i Råneå landskommun 1870–1965 | Befolkningsutvecklingen i Råneå landskommun 1870–1965 | Befolkningsutvecklingen i Råneå landskommun 1870–1965 |
| --- | ----------------------------------------------------- | ----------------------------------------------------- | ----------------------------------------------------- | ----------------------------------------------------- |
| |                                                       |                                                       |                                                       |                                                       |
| År |                                                       |                                                       | Folkmängd                                             |                                                       |
| 1870 | 1870                                                  |                                                       | 6 094                                                 |                                                       |
| 1880 | 1880                                                  |                                                       | 7 135                                                 |                                                       |
| 1890 | 1890                                                  |                                                       | 7 411                                                 |                                                       |
| 1900 | 1900                                                  |                                                       | 7 777                                                 |                                                       |
| 1910 | 1910                                                  |                                                       | 8 137                                                 |                                                       |
| 1920 | 1920                                                  |                                                       | 8 838                                                 |                                                       |
| 1930 | 1930                                                  |                                                       | 8 730                                                 |                                                       |
| 1935 | 1935                                                  |                                                       | 8 962                                                 |                                                       |
| 1940 | 1940                                                  |                                                       | 9 096                                                 |                                                       |
| 1945 | 1945                                                  |                                                       | 8 995                                                 |                                                       |
| 1950 | 1950                                                  |                                                       | 8 564                                                 |                                                       |
| 1955 | 1955                                                  |                                                       | 8 091                                                 |                                                       |
| 1960 | 1960                                                  |                                                       | 7 527                                                 |                                                       |
| 1965 | 1965                                                  |                                                       | 6 641                                                 |                                                       |
| Anm: För åren 1870-1945: befolkning enligt folkräkning 31 december enligt den administrativa indelningen den 1 januari följande år. 1950 avser befolkning enligt folkräkning den 31 december enligt den administrativa indelningen den 1 januari 1952. 1955 avser den kyrkobokförda befolkningen den 31 december enligt den administrativa indelningen den 1 januari följande år. 1960 och 1965 avser befolkning enligt folkräkning den 1 november enligt den administrativa indelningen den 1 januari följande år. |                                                       |                                                       |                                                       |                                                       |

## Politik

### Mandatfördelning i valen 1950-1966
| 7 | 13 | 2 | 3 | 2 | 3 |

| 30 |

| 6 | 15 | 3 |  | 5 |

| 28 |

| 8 | 13 | 4 | 2 | 3 |

| 28 |

| 5 | 15 | 4 | 3 | 3 |

| 29 |

| 5 | 15 | 4 | 3 | 3 |

| 25 | 5 |

| 5 | 14 | 5 | 2 | 4 |

| 27 |

| 5 | 15 | 5 | 2 | 3 |

| 27 |

| 5 | 12 | 5 | 4 |  | 3 |

| 25 | 5 |

### Fotnoter
1. 1 2   ( PDF) Folkräkningen den 31 december 1950, I, Areal och folkmängd inom särskilda förvaltningsområden m.m., Tätorter. Stockholm: Statistiska centralbyrån. 1952. sid. 6* & 120. Arkiverad från originalet den 1 oktober 2014. https://www.webcitation.org/6T09ZkyrB?url=http://www.scb.se/Grupp/Hitta_statistik/Historisk_statistik/_Dokument/SOS/Folkrakningen_1950_1.pdf. Läst 8 april 2018 Arkiverad 29 oktober 2013 hämtat från the Wayback Machine.
2. ↑  Andersson, Per (1993). Sveriges kommunindelning 1863–1993. Mjölby: Draking. Libris 7766806. ISBN 91-87784-05-X
3. ↑   ( PDF) Folk- och bostadsräkningen 1970, Del 1. Befolkning i kommuner och församlingar m.m.. Stockholm: Statistiska centralbyrån. 1972. sid. 68-69 & 253. Arkiverad från originalet den 6 juli 2015. https://www.webcitation.org/6ZpNsyqr4?url=http://www.scb.se/Grupp/Hitta_statistik/Historisk_statistik/_Dokument/SOS/Folk_o_bostadsrakningen_1970_1.pdf. Läst 11 april 2018 Arkiverad 24 september 2015 hämtat från the Wayback Machine.
4. ↑  ”Svenska Heraldiska Föreningens vapendatabas”. Arkiverad från originalet den 18 oktober 2012. https://web.archive.org/web/20121018011750/http://databas.heraldik.se/index.php. Läst 31 oktober 2013.
5. ↑   ( PDF) Folkräkningen den 1 november 1960, I, Folkmängd inom kommuner och församlingar efter kön, ålder, civilstånd m.m.. Stockholm: Statistiska centralbyrån. 1961. sid. 61 & 206. Arkiverad från originalet den 14 oktober 2013. https://web.archive.org/web/20131014172059/http://www.scb.se/Grupp/Hitta_statistik/Historisk_statistik/_Dokument/SOS/Folkrakningen_1960_01.pdf. Läst 11 april 2018
6. ↑   ( PDF) Folkräkningen den 1 november 1960, II, Folkmängd inom tätorter efter kön, ålder och civilstånd.. Stockholm: Statistiska centralbyrån. 1961. sid. 32. Arkiverad från originalet den 29 juni 2015. https://www.webcitation.org/6ZeEB9Ija?url=http://www.scb.se/Grupp/Hitta_statistik/Historisk_statistik/_Dokument/SOS/Folkrakningen_1960_02.pdf. Läst 11 april 2018 Arkiverad 24 september 2015 hämtat från the Wayback Machine.
7. ↑  ”Historisk statistik efter serie”. Statistiska centralbyrån. Arkiverad från originalet den 30 december 2017. https://web.archive.org/web/20171230122632/http://www.scb.se/sv_/hitta-statistik/historisk-statistik/digitaliserat---statistik-efter-serie/. Läst 11 april 2018.
8. ↑   ( PDF) Folkmängd 31 dec 1950–1975 i län, kommuner och församlingar enligt kommunindelningen 1 jan 1976. Sveriges officiella statistik. Stockholm: Statistiska centralbyrån. 1977. Arkiverad från originalet den 15 augusti 2016. https://web.archive.org/web/20160815205436/https://www.scb.se/H/SOS%201911-/Befolkningsstatistik/Folkm%c3%a4ngd%201950-1975%20l%c3%a4n,%20kommuner%20och%20f%c3%b6rsamlingar%20(SOS)/Befolkning-Folkmangd-1950-1975-lan-kommuner-forsamlingar.pdf. Läst 11 april 2018
9. ↑  ”Folkräkningen 1910–1960”. Statistiska centralbyrån. Arkiverad från originalet den 22 augusti 2018. https://web.archive.org/web/20180822113519/https://www.scb.se/sv_/Hitta-statistik/Historisk-statistik/Digitaliserat---Statistik-efter-serie/Sveriges-officiella-statistik-SOS-utg-1912-/Folk--och-bostadsrakningarna-1860-1990/Folkrakningen-1910-1960/. Läst 11 april 2018.
10. ↑  ”Folk- och bostadsräkningen 1965–1990”. Statistiska centralbyrån. Arkiverad från originalet den 22 augusti 2018. https://web.archive.org/web/20180822145518/https://www.scb.se/sv_/Hitta-statistik/Historisk-statistik/Digitaliserat---Statistik-efter-serie/Sveriges-officiella-statistik-SOS-utg-1912-/Folk--och-bostadsrakningarna-1860-1990/Folk--och-bostadsrakningen-1965-1990/. Läst 11 april 2018.